# 트리마제
트리마제(영어: Trimage)는 대한민국 서울특별시 성동구 성수동1가에 위치한 초고가 아파트 단지로, 한양개발과 두산중공업이 개발하였다. 이 주상복합 아파트의 이름은 3개라는 뜻의 ‘트리’(tri)와 인상을 의미하는 이미지(image)를 합쳐 작명한 것이다. 지하 3층, 최고 47층에 4개 동, 총 688세대 규모로 구성되어 있다.
오세훈 전 서울시장의 '한강 르네상스 프로젝트' 일환으로 성수전략정비구역으로 지정되면서 서울시의 규제에서 벗어났다.

## 역사
성수1지역주택조합이 2004년에 생겼다. 2007년에 분양 후 2010년 완공 목표로 아파트를 지을 예정이었다. 2008년 세계 금융 위기가 있었다. 2010년에 조합은 부도를 맞게 됐다. 프로젝트D 아파트를 계획한 2013년 12월에 분양한다고 한다. 2014년 서울숲 인근에 프로젝트 D를 트리마제(Trimage)로 확정하고 분양한다. 같은 해 3월에 분양 후 착공하여 2017년에 완공하였고 같은 해 3월에 개장했다.

## 구성
아파트는 101동 최고높이 47층, 172m, 102동 최고높이 46층, 168m, 103동 최고높이 45층, 150m, 104동 최고높이 47층, 159m로 구성되어 있다.
| 동 명칭 | 층수 | 높이 |
| ------- | ---- | ---- |
| 101동   | 47층 | 172m |
| 102동   | 46층 | 168m |
| 103동   | 45층 | 150m |
| 104동   | 47층 | 159m |

## 특징

### 호텔식 주거서비스
조식/중식과 올데이 음료 서비스를 시작으로 청소, 린넨, 발렛, 포터, 컨시어지 서비스 등 호텔식의 주거서비스가 제공된다. 컨시어지 서비스는 일반적으로 호텔에서 투숙객들의 편의를 위해 제공하는 심부름 대행서비스로 교통∙호텔∙레스토랑 예약, 모닝콜, 세탁물 배달, 파티플랜, 관공서 업무대행 등 편리한 혜택이 '트리마제' 입주민들에게 제공된다.

### 커뮤니티 시설
대규모 커뮤니티 시설도 아파트 내부에 갖춰져 있다. 일반 아파트들의 소규모 스크린 골프장과 달리 대규모 '인도어' 골프장이 조성되며 초대형 호텔급 휘트니스 센터, GX룸, 히노끼탕/온탕/냉탕/건식사우나를 갖춘 고급 사우나, 입주민 전용의 Trinity 스파 및 네일케어, 조식/중식과 올데이 음료서비스가 가능한 카페, 기계식 필라테스룸, 북카페&비즈니스 라운지 등을 갖췄다.

### 방문객 시설
방문객을 위한 스카이 게스트하우스(101동, 102동 19층에 조성)는 사방으로 한강조망이 가능하며 옥상 정원과 연계하는 등 입주민들을 위한 품격 높은 커뮤니티 시설로 차별화했다.

## 시설
지하 3층 ~ 지하 2층에는 지하주차장이 있다. 101동, 102동의 지하 1층(로비)에는 커뮤니티 시설이 있고 지상 8층 ~ 9층과 29층 ~ 30층에는 옥상정원이 있다. 2층 ~ 7층, 10층 ~ 28층, 31층 ~ 47층에는 주거용 세대가 있다.
| 층수                | 시설                                        |
| ------------------- | ------------------------------------------- |
| 31층 ~ 47층         | 고층부 아파트                               |
| 29층 ~ 30층         | 옥상정원                                    |
| 10층 ~ 28층         | 중층부 아파트                               |
| 8층 ~ 9층           | 옥상정원                                    |
| 2층 ~ 7층           | 저층부 아파트                               |
| 1층                 | 로비, 안내데스크(103, 104동)                |
| 지하 1층            | 로비, 안내데스크(101, 102동), 커뮤니티 시설 |
| 지하 3층 ~ 지하 2층 | 지하주차장                                  |

## 갤러리

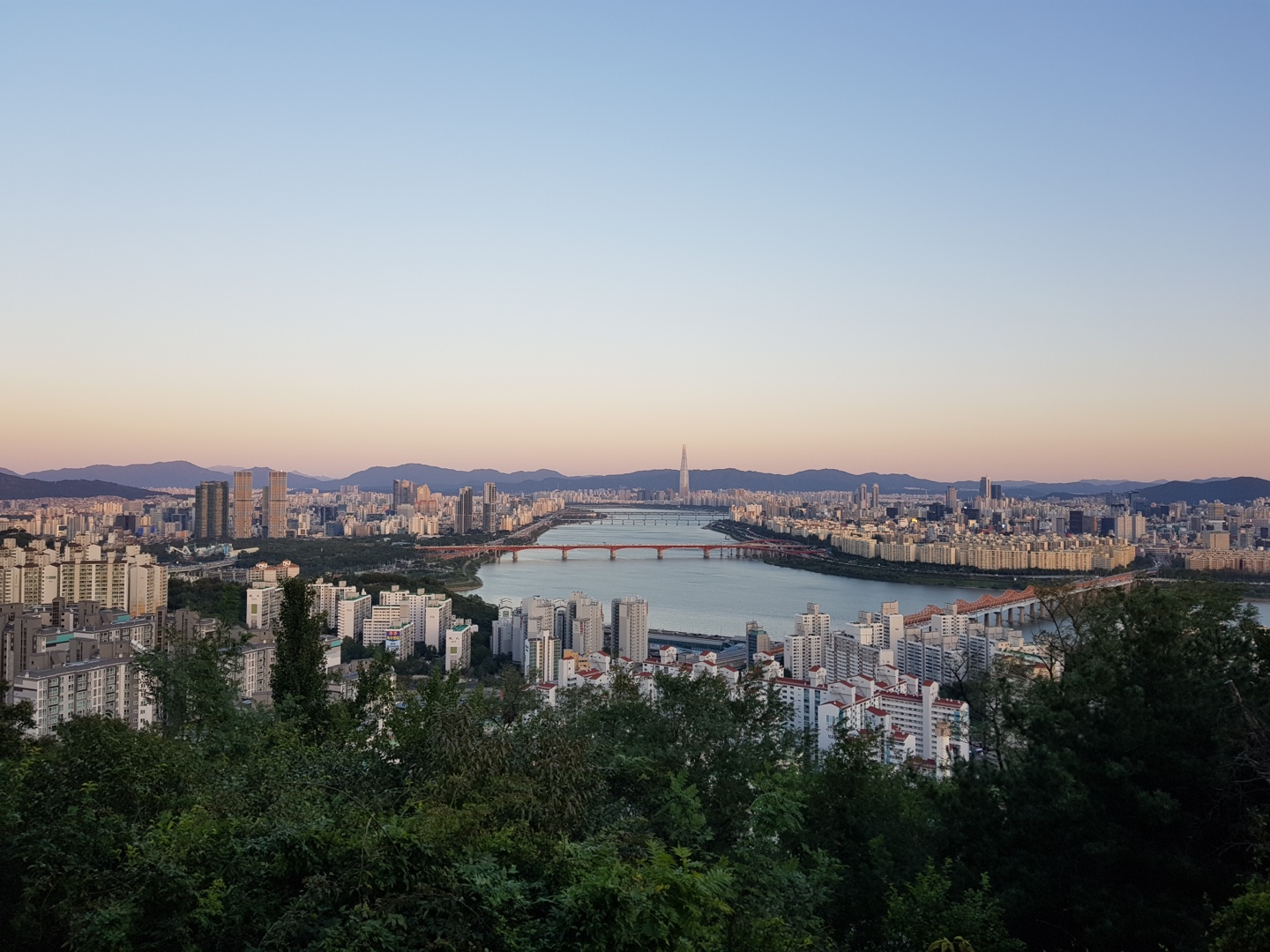
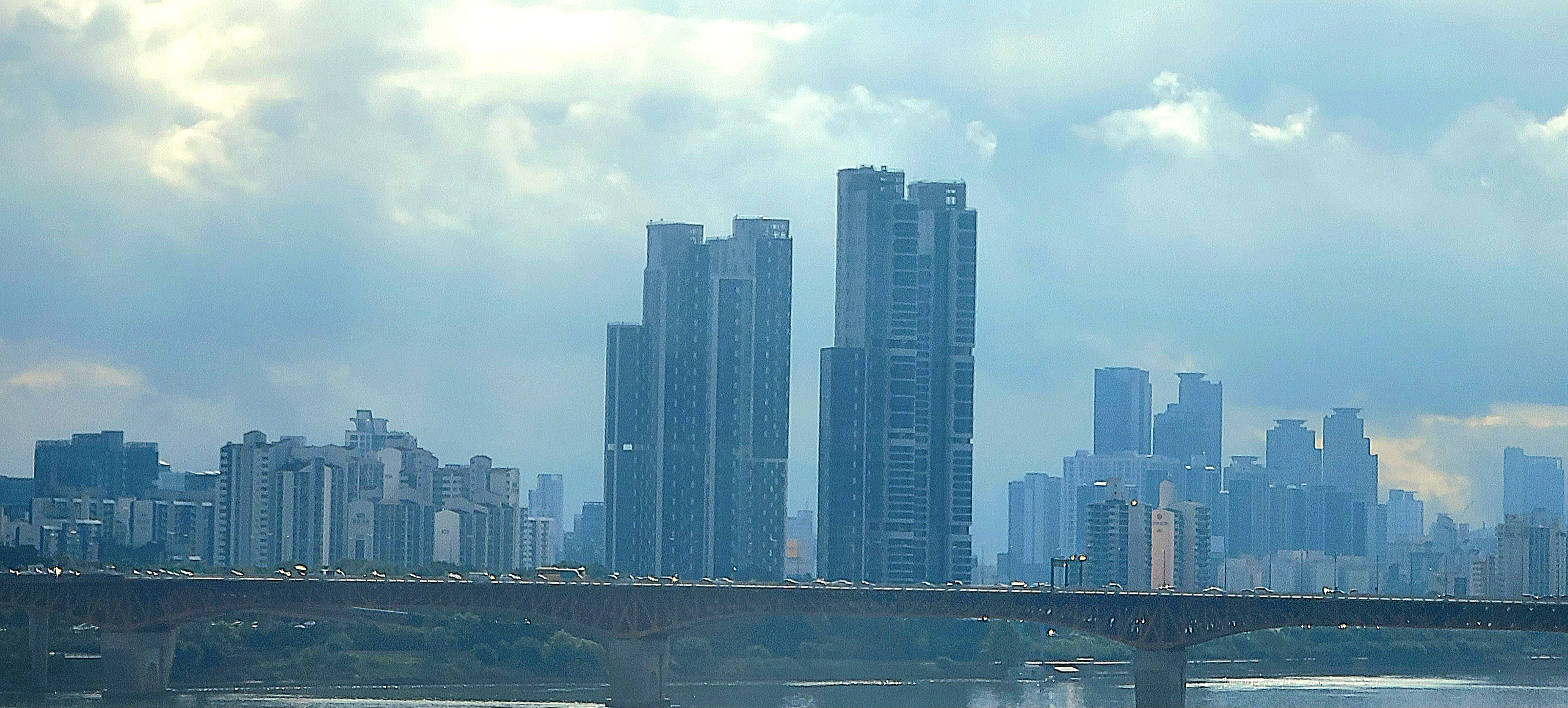

## 대중문화
- tvN 드라마 - 식샤를 합시다 3

## 같이 보기
- 대한민국의 마천루 목록
- 서울특별시의 마천루 목록
- 한화 갤러리아포레
- 아크로 서울 포레스트
- 서울숲